# Joseph B. Keenan

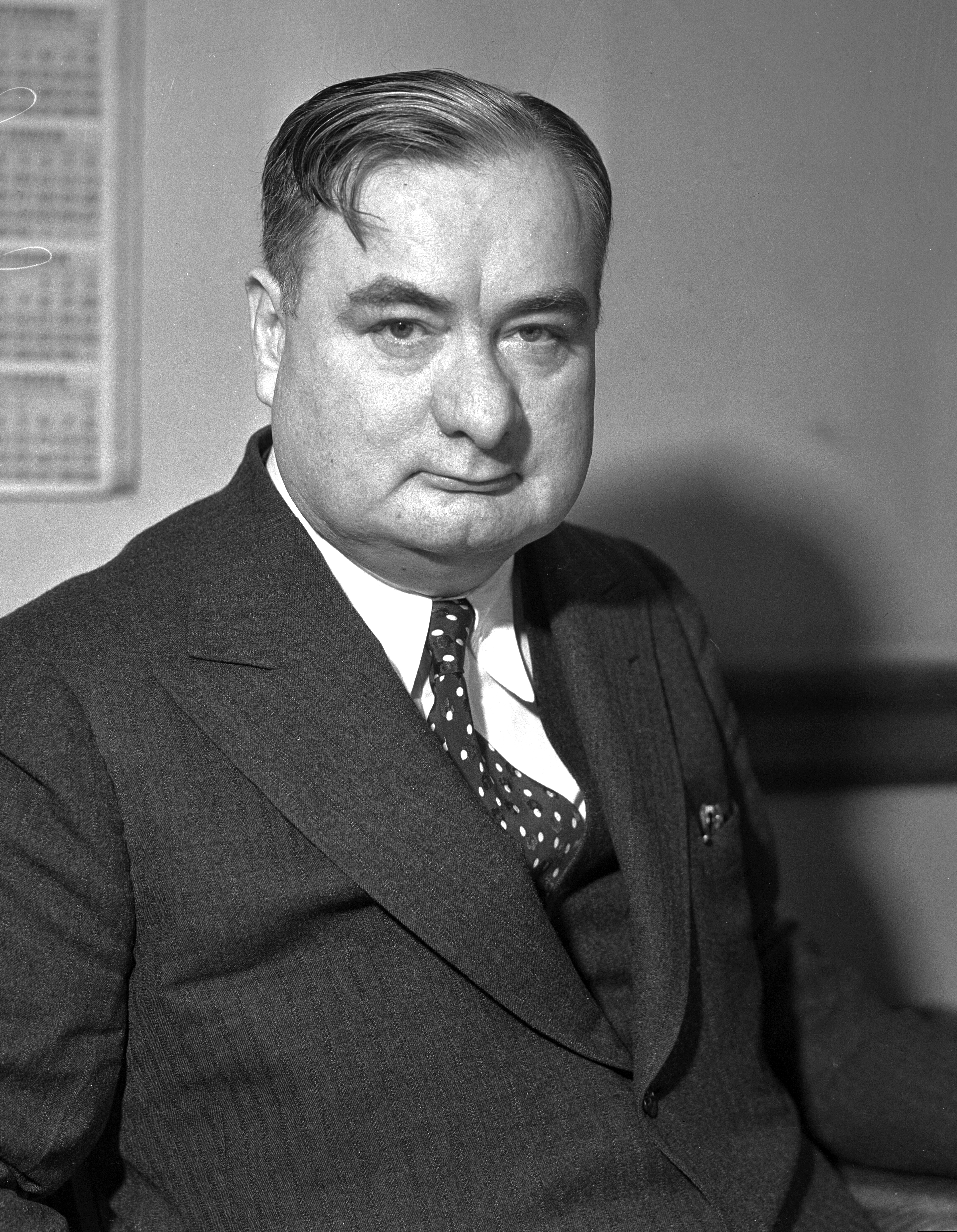
Joseph B. Keenan (1934)

Joseph Berry Keenan (* 11. Januar 1888 in Pawtucket, Rhode Island; † 8. Dezember 1954 in Asheboro, North Carolina) war ein US-amerikanischer Politiker. Er diente in den Regierungen von Franklin D. Roosevelt und Harry S. Truman und war Chefankläger bei den Tokioter Prozessen.

## Leben
Keenan machte 1910 seinen Abschluss an der Brown University in seiner Geburtsstadt Pawtucket und erhielt 1913 sein rechtswissenschaftliches Diplom an der Harvard Law School in Cambridge in Massachusetts. Während des Ersten Weltkrieges kämpfte er in Frankreich und trat später dem Judge Advocate General’s Corps bei. 
1919 wurde er persönlicher Assistent des Ohio Attorney General, wobei er sich besonders auf die Bekämpfung von organisierten Verbrechen spezialisierte. Später wurde er 1933 Assistent beim Justizministerium der Vereinigten Staaten. 1934 ernannte Präsident Roosevelt Keenan zum Assistant Attorney General der Criminal Division. Er spielte eine wichtige Rolle bei dem Erlass des Federal Kidnapping Act, der durch die Entführung und Ermordung eines der Söhne von Charles Lindbergh am 1. März 1932 ausgelöst wurde.  
Im November 1945 ernannte Präsident Truman Keenan zum Chefankläger bei den Tokioter Prozessen unter der Tokio Charta, bei denen einige der politischen und militärischen Führer Japans wegen Führens eines Angriffskrieges und wegen Kriegsverbrechen angeklagt und verurteilt wurden, darunter der japanische Premierminister Tōjō Hideki.
Der Neuseeländische Richter bei den Tokioter Prozessen, Erima Harvey Northcroft, nannte ihn einen "überaus inkompetenten Anwalt". Nach Ansicht der Commonwealth-Ankläger Arthur Comyns-Carr, Alan Mansfield und Ronald Henry Quillian war der Chefankläger darauf aus, für sich selbst Aufmerksamkeit zu generieren. Deshalb versuchten die Commonwealth-Richter Northcroft, William Donald Patrick und Edward Stuart McDougall bei mindestens drei Gelegenheiten, Keenan entlassen zu lassen.
Keenan starb 1954 in Asheboro.